# Савкина, Наталья Васильевна
Наталья Васильевна Савкина (1916 год, Рязань — дата и место смерти не известны) — рабочая Фрунзенского мясоконсервного комбината Министерства мясной и молочной промышленности Киргизской ССР. Герой Социалистического Труда (1966).

## Биография
Родилась в 1916 году в крестьянской семье в Рязани.
С 1932 года трудилась на мясоконсервном комбинате в городе Фрунзе.
Ежегодно перевыполняла производственный план на 110—120 %. Досрочно выполнила задания Семилетки (1959—1966). Указом Президиума Верховного Совета СССР от 14 июня 1966 года удостоена звания Героя Социалистического Труда с вручением ордена Ленина и золотой медали «Серп и Молот».
С 1969 года — персональный пенсионер союзного значения. Проживала во Фрунзе, затем — в селе Садовое.